# A4Tech
Die A4Tech Corporation ist ein 1987 gegründetes taiwanisches Unternehmen, das Peripheriegeräte im Computer-Bereich entwickelt, herstellt und vertreibt. Primär handelt es sich dabei um Computermäuse, Tastaturen und Headsets. Das Unternehmen beschäftigt derzeit rund 4.000 Arbeitnehmer.
Neben dem Hauptsitz in Taiwan ist das Unternehmen ebenfalls den Vereinigten Staaten und dem Vereinigten Königreich ansässig. Die Produktion erfolgt in Guangdong in China.
Zu A4Tech gehört die auf Gamerprodukte spezialisierte Marke Bloody (Bloody Gaming). Eine europäische Niederlassung ist in Polen (Warschau) ansässig.
Eine weitere spezialisierte Marke für Gamer ist X7 (X7 Gaming), die im europäischen Raum nicht vertrieben wird.
Besondere Bekanntheit erlangte das Unternehmen durch optische Funkmäuse, die trotz ihrer Kabelfreiheit auch keine Batterien benötigen, da die Energieversorgung über elektromagnetische Induktion von dem speziellen, am Computer über USB angeschlossenen Mauspad erfolgt.
A4Tech beliefert als OEM-Hersteller Unternehmen wie Trust, Gigabyte Technology, AOpen, Kensington Technology Group, General Electric, Hewlett-Packard und RadioShack.